# Olive Fremstad

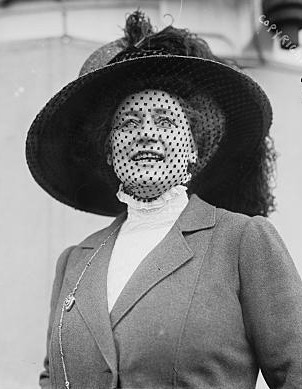

Olive Fremstad foi o nome artístico da cantora lírica Anna Olivia Rundquist, um célebre soprano e mezzo-soprano sueco-americano, nascida a 14 de Março de 1871 e falecida a 21 de Abril de 1951. Estudou música em Christiania, Oslo. Quando tinha 12 anos, os seus pais se mudam para os EUA, fixando residência em Minneapolis. Mesmo antes de sair de Christiana, seu progresso no piano havia sido tal que ela já se apresentava como criança prodígio.

## Carreira
Nascida em Estocolmo, foi adotada por um casal americano residente em Minnesota, assumindo daí o sobrenome deles: Fremstad. Continuou a estudar canto em Nova Iorque em 1890 depois de cantar em corais de igreja, depois estudou em Berlim com a grande Lilli Lehmann antes de estreiar em ópera como mezzo-soprano cantando Azucena em Il trovatore de Verdi na ópera de Colônia em 1895. Ela continuou lá por pelo menos três anos antes de ir para Viena, Munique, Bayreuth e Londres.
Apresentou-se no Metropolitan Opera em Nova Iorque de 1903 até 1914, especializando-se em papéis Wagnerianos. Nessa época, cantava como soprano dramático. Fremstad apresentou-se ao público 351 vezes como membro do rol de estrelas do Met, mais freqüentemente como Venus em Tannhäuser, 'Kundry' em Parsifal, 'Sieglinde', 'Isolde' e 'Elsa' em Lohengrin. As platéias americanas nunca foram entusiastas dela cantando Carmen, mas ela havia cantado o papel com Caruso em San Francisco na noite antes da cidade ser praticamente destruída pelo terremoto e incêndio de 1906. 
Depois de se aposentar dos palcos em 1920, Fremstad tentou lecionar por um período curto de tempo, mas a sua paciência com o que era menos do que a perfeição era pouca. Uma aula envolvia o detalhado exame de uma cabeça humana em um recipiente de formol. Ela ficava ressabiada quando os poucos alunos que ela tinha fugiam em horror, nada dispostos a estudar a laringe humana em tal contexto. Ela usava a cabeça como ferramenta para saber se os prospectivos alunos possuíam o "ardor" necessário para uma carreira  operística. Para Fremstad, isto não era nada especial; quando ela estudava Salomé na primeira produção do Metropolitan Opera, ela havia ido ao necrotério para saber o quanto ela deveria titubear com o peso da cabeça de João Batista.
Gravou poucos discos. Fez aproximadamente 40 gravações entre 1911 e 1915, das quais apenas 15 foram lançadas.  O crítico de música J. B. Steane chama Fremstad de "uma das maiores Wagnerianas" ("The Grand Tradition: Seventy Years of Singing on Record" [New York: Charles Scribner's Sons, 1974], page 46).
Fremstad declarou não ter qualquer interesse em relacionamentos amorosos, embora ela tenha se casado duas vezes com os dois casamentos terminados em divórcio.  .
Faleceu em Irvington.